# 레이위문

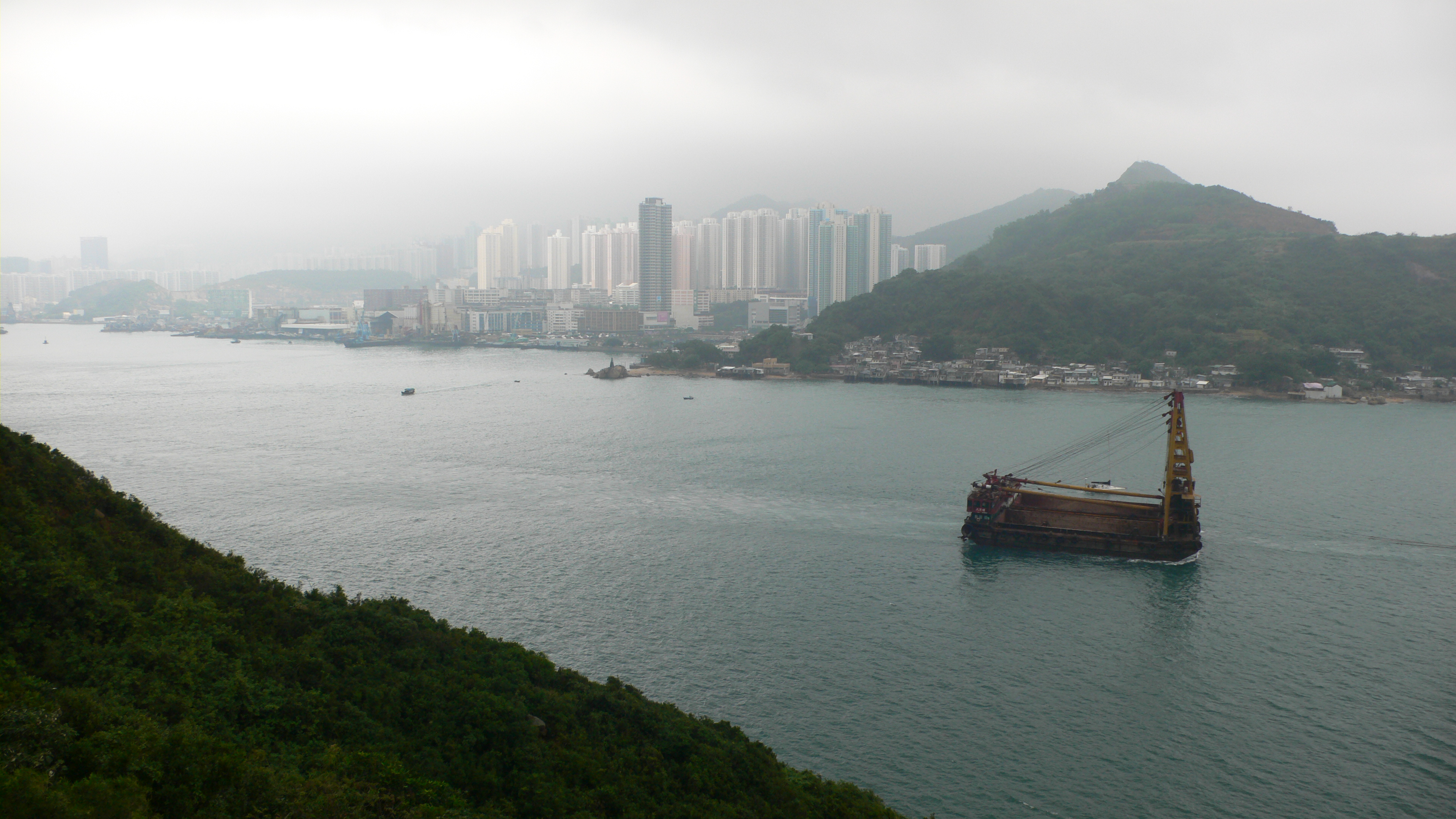
홍콩해방박물관에서 내려다본 레이위문

레이위문(중국어: 鯉魚門, 한어 병음: Lǐyúmén 리위먼[*], 월병: Lei5 jyu4 mun4, 한자음: 이어문/리어문) (문자 그대로 해석하면 잉어의 길이라는 뜻.)은 홍콩에 위치한 한 해협이다. 레이위문은 빅토리아항의 동쪽 출구인데, 홍콩섬 동부와 가우룽반도 동부를 가르고 있다.
해협 양안의 홍콩섬 및 가우룽반도 쪽 육지의 지명도 역시 레이위문이라고 불리고 있다.
홍콩섬쪽 레이위문은 동구(중국어: 東區, 이스턴 디스트릭트)에 속한다. 사우게이완(중국어: 筲箕灣 사오지완[*]}) 동네와 아궁암(중국어: 阿公岩 아궁옌[*]), 항파췬(중국어: 杏花邨 싱화춘[*]) 등이 가깝다.
이곳에는 옛적의 홍콩의 방어요새가 있었던 자리이다. 제2차 세계 대전 중 홍콩 수비전투에서, 일본군이 레이위문을 맹렬이 공격하였다. 레이위문의 군영 자리에는 오늘날 홍콩해방박물관(香港海防博物館)이 들어서 있다. 차이완(柴灣 차이완[*] 지역의 군영의 대부분이 레이위문 공원으로 탈바꿈하였다.

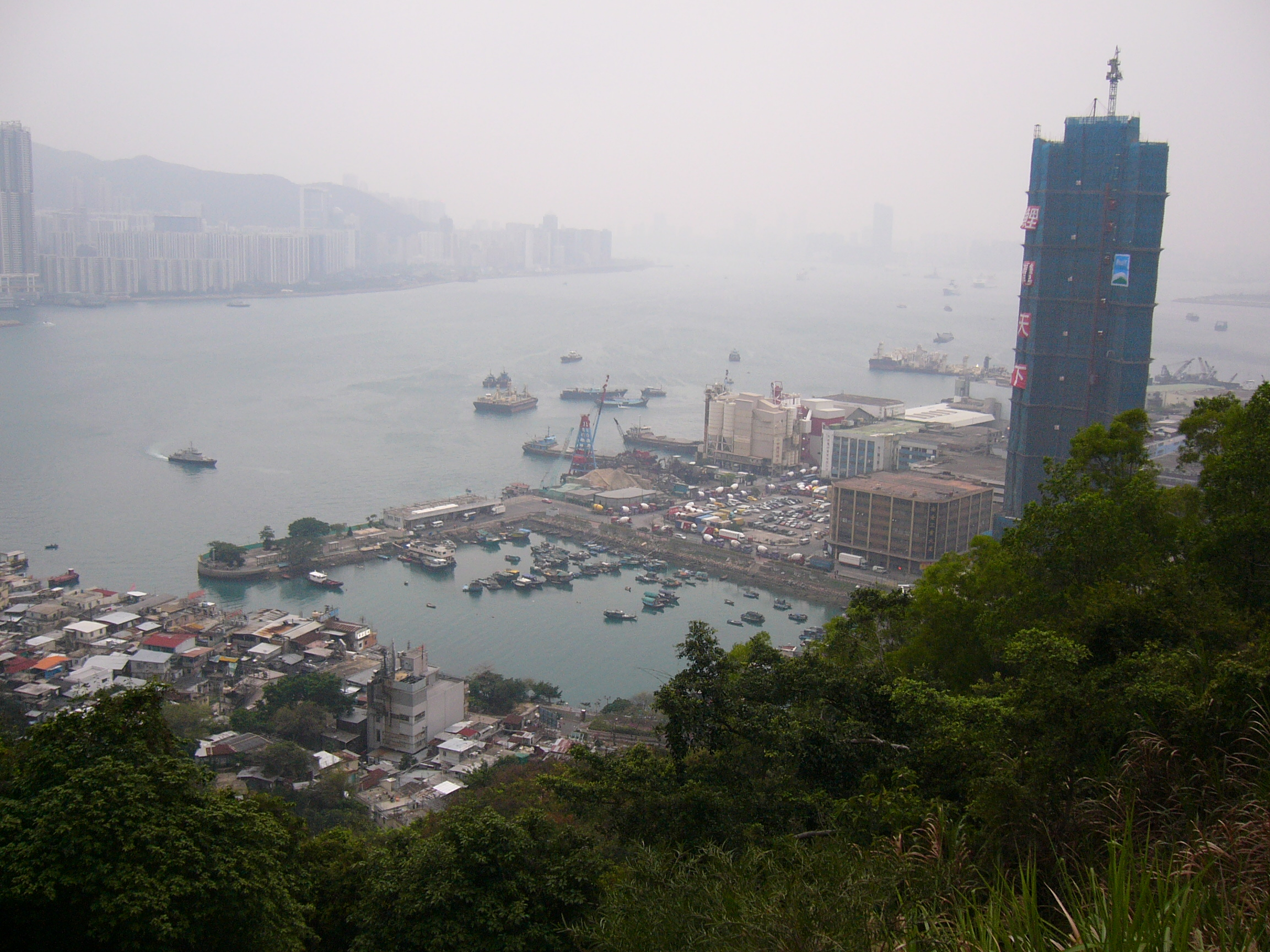
레이위문과 야우통, 삼가췬 쪽.

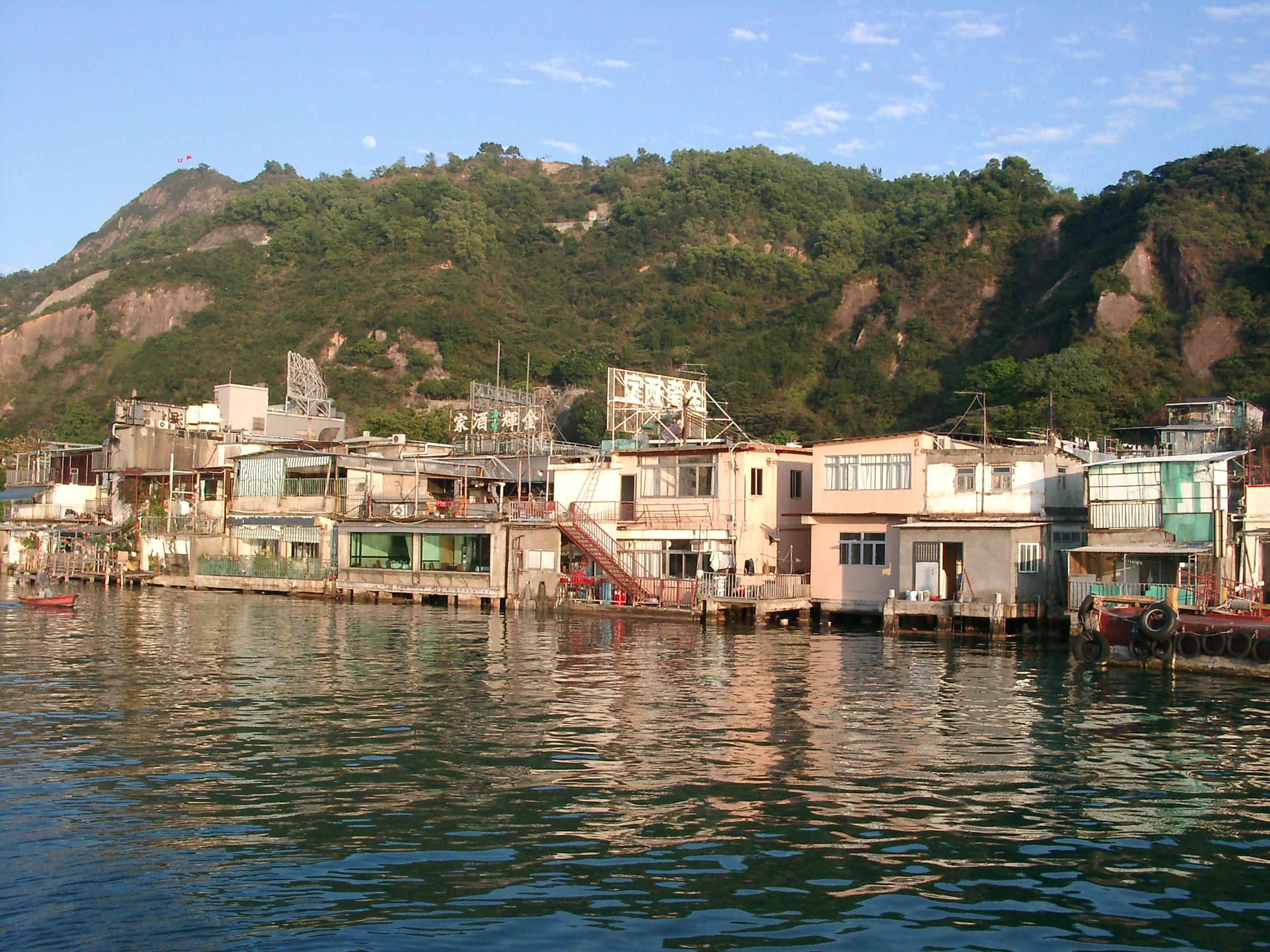
레이위문에 있는 한 해물요리점.

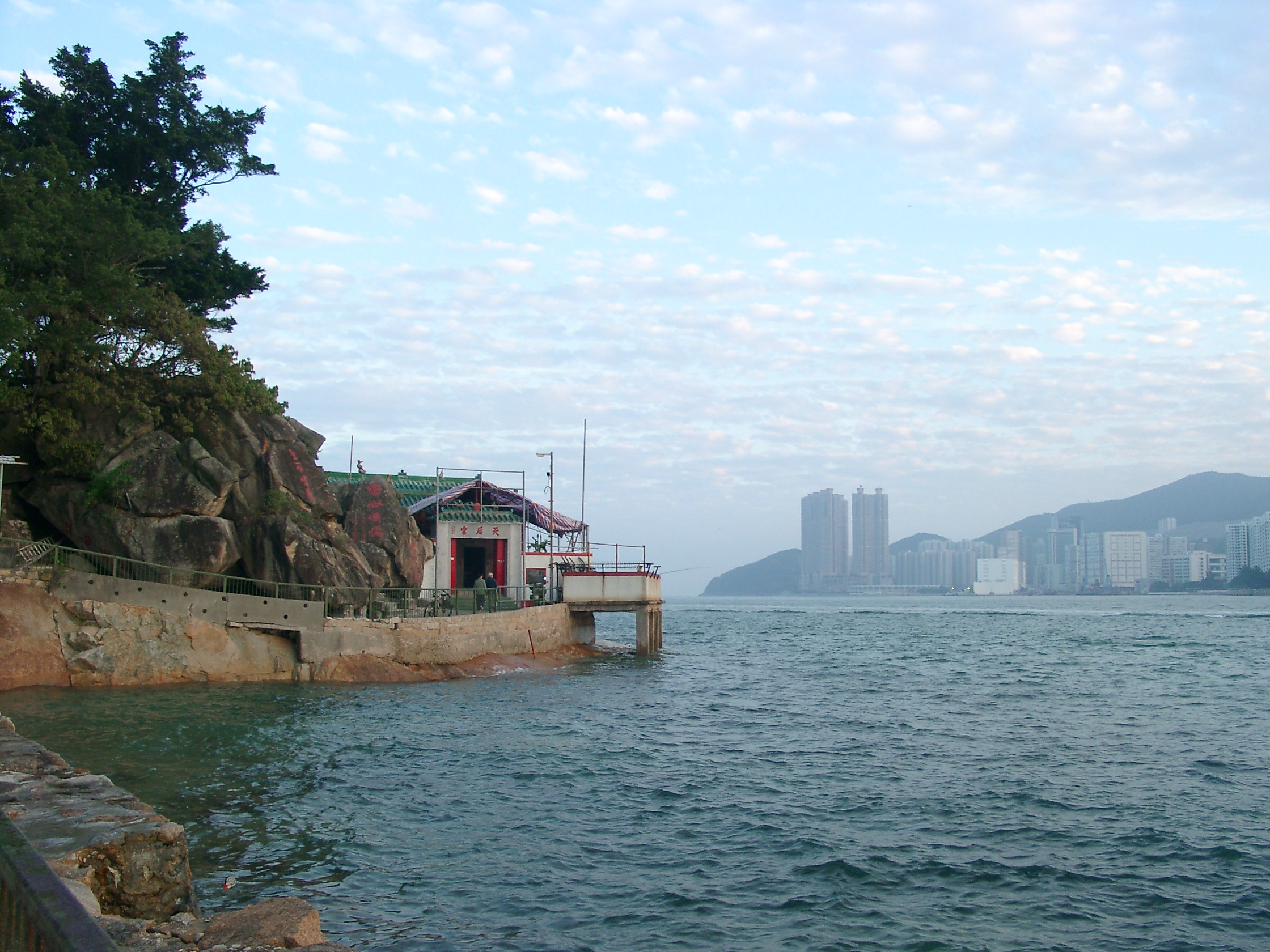
레이위문에 있는 한 천후묘.

가우룽반도쪽 레이위문은 군통구(중국어: 觀塘區 관탕구[*])에 속한다. 야우통(油塘 유탕[*])과 삼가췬(三家村 싼자춘[*]) 일대이다. 이곳은 공업지역과 주거지역이 혼합되어 있는데, 현재는 매우 유명한 어항(漁港) 및 어시장이 들어서 있다. 홍콩의 애버딘 항(香港仔)과 분위기가 비슷하다. 많은 외국인 관광객들이 홍콩의 해물 요리를 맛보기 위해 여기를 들른다. 이 곳에는 온레이사이췬(安里西村 안리시춘[*]), 마완췬(馬環村 마환춘[*]), 마부이췬(馬背村 마베이춘[*]), 세딩췬(輋頂村 서딩춘[*])이라는 네 개의 마을이 있으며, 약 1200 가구가 있는데, 인구는 약 4500명이다. 관광객들은 해물 요리점에 들르는 것 외에도 유명한 등대(등탑)에 들르기도 하며 천후묘(天后廟) 등 역사적인 건물에 들르기도 하고, 빅토리아항의 절경에 취하기도 한다.

## 역사
레이위문의 역사는 150년을 거슬러 올라간다. 옛날에는 이 지역 사람들은 대부분 농부이거나 어부 혹은 광부였다. 1960년대 들어서서 레이위문에 음식점들이 들어서기 시작하였으며, 신선한 해물을 맛볼 수 있는 미식 중심지로 발전해나가기 시작하였다.
1992년 레이위문의 수산물 음식점들이 모여 제1회 레이위문 해물 축제를 개최하였는데, 지역 고유의 독특한 미식을 홍보하기 위해서였다. 이 날 행사에는 중국희곡과 무사표연(사자춤)이 곁들여졌을 뿐만 아니라, 레이위문의 음식점들이 여러 홍보 활동을 하였다.

## 교통

### 홍콩섬방면
- 지하철
  - 홍콩섬선: 사우게이완역, 역에서 나와서 택시를 타든가 30분 간 걷는다.

### 주룽방면
- 군통역, 위문방 방면으로 나와서 KMB사 14C번 버스를 탄다.
- 지하철 군통역, 協和街로 나와서 미니버스를 탄다.
- 지하철 람틴역, 24번 녹색 미니버스로 갈아탄다.
- 지하철 야우통역, 24M번 녹색 미니버스를 타든가 15분간 걷는다.
- 지하철 사이완호역

### 기타
- 페리: 코럴 시 페리(Coral Sea Ferry, 珊瑚海船務): 정기적인 페리가 삼가췬과 사이완호 사이를 오간다. 어른 1인 요금은 4.8 HK$이다.